# Дискографија Сема Смита
Дискографија Сема Смита, енглеског певача и текстописца, комплетан је списак њихових издатих синглова, албума и видеа којих је издало више издавачких кућа. У својој досадашњој каријери овај певач је издао два студијска албума, један ремикс албум, један ЕП, двадесет-пет синглова (од тог броја шеснаест синглова као главни извођач, осам синглова као гостујући извођач и један промоциони сингл) и деветнаест музичких видео-спотова (од тог броја четрнаест видео-спота као главни извођач и пет као гостујући извођач видео-спота).
Сем Смит је свој дебитантски студијски албум под насловом In the Lonely Hour објавио у мају 2014. године. Његов дебитантски наступ био је као гостујући извођач на синглу Latch енглеског електронског дуа Дисклошур са којим су се позиционирали на месту број једанаест на топ-листи UK Singles Chart у Уједињеном Краљевству. Фебруара 2013. године, Сем је објавио свој главни сингл, под насловом Lay Me Down, за свој први студијски албум. Маја те 2013. године, Сем је гостовао на синглу La La La извођача Naughty Boy-а. Сингл је био објављен 19. маја 2013. године и одмах се позиционирао на месту број један у Уједињеном Краљевству. Октобра 2013. године објавио је свој први ЕП под насловом Nirvana. Money on My Mind је био објављен 16. фебруара 2014. године као други сингл за његов први студијски албум, сингл је био позициониран на месту број један на топ-листи UK Singles Chart. Stay with Me је био објављен 14. априла 2014. године као трећи сингл за његов први студијски албум, сингл се такође одмах пласирао на позицији број један на топ-листи UK Singles Chart. I'm Not the Only One је био објављен 31. августа 2014. године као четврти сингл за његов први студијски албум, сингл се овога пута позиционирао на месту број три на топ-листи UK Singles Chart. Like I Can је био објављен 5. децембра 2014. године као пети сингл за његов први студијски албум, сингл се позиционирао на месту број девет на топ-листи UK Singles Chart, поставши тако Семов четврти узастопни сингл, као главни извођач, који је био позициониран у топ десет хит синглова у Уједињеном Краљевству.
Реиздати сингл Lay Me Down био је објављен 22. фебруара 2015. године као шести сингл за његов први студијски албум, позициониравши се на месту број петнаест на топ-листи UK Singles Chart. Истог месеца Сем је снимио још једну верзију претходно поменутог сингла, овога пута у дуету са Џоном Леџендом, за потребе телевизије Comic Relief. Сингл се позиционирао на месту број један у Уједињеном Краљевству. Јула 2015. године, Сем је гостовао на Дисклошуровом синглу Omen који се након објављивања позиционирао на месту број тринаест у Уједињеном Краљевству. Сем Смит је 8. септембра 2015. године потврдио да ће његова нова песма под насловом Writing's on the Wall бити званични саундтрек за 24. по реду Џејмс Бондов филм Спектра. Песма је била објављена 25. септембра 2015. године и постала је први Бондов саундтрек икада који се позиционирао на месту број један у Уједињеном Краљевству. Writing's on the Wall је освојио Оскар за најбољу оригиналну песму на 88. по реду додели Оскара. Његов други по реду студијски албум под насловом The Thrill of It All био је објављен крајем 2017. године а био је на самом врху топ-листа у Уједињеном Краљевству, Канади, Ирској, Холандији, Новом Зеланду, Шведској и САД. Главни сингл са албума под насловом Too Good at Goodbyes је био позициониран на месту број један у Уједињеном Краљевству, Аустралији и на Новом Зеланду док је у топ пет синглова ушао на топ-листама у Канади, Данској, Холандији и Сједињеним Америчким Државама.

## Албуми

### Студијски албуми
| Наслов албума        | Детаљи албума | Позиције на топ-листама | Позиције на топ-листама | Позиције на топ-листама | Позиције на топ-листама | Позиције на топ-листама | Позиције на топ-листама | Позиције на топ-листама | Позиције на топ-листама | Позиције на топ-листама | Позиције на топ-листама | Број продатих примерака                           | Сертификат(и) |
| Наслов албума        | Детаљи албума | УК                      | АУС                     | КАН                     | ДАН                     | НЕМ                     | ИРС                     | ХОЛ                     | НЗЛ                     | ШВЕ                     | САД                     | Број продатих примерака                           | Сертификат(и) |
| -------------------- | --- | ----------------------- | ----------------------- | ----------------------- | ----------------------- | ----------------------- | ----------------------- | ----------------------- | ----------------------- | ----------------------- | ----------------------- | ------------------------------------------------- | --- |
| In the Lonely Hour   | - Датум објављивања: 26. мај 2014. година (УК) - Издавачка кућа: Капитол - Формат(и): CD, LP, дигитални даунлоуд     | 1                       | 1                       | 2                       | 2                       | 17                      | 1                       | 3                       | 1                       | 1                       | 2                       | - УК: 2.358.380 - САД: 4.400.000 - ШС: 12.000.000 | - BPI: 8× платинумски - ARIA: 5× платинумски - BVMI: златни - GLF: 2× платинумски - IFPI ДАН: 4× платинумски - MC: 2× платинумски - NVPI: платинумски - RIAA: 2× платинумски - RMNZ: 4× платинумски |
| The Thrill of It All | - Датум објављивања: 3. новембар 2017. година (УК) - Издавачка кућа: Капитол - Формат(и): CD, LP, дигитални даунлоуд | 1                       | 2                       | 1                       | 1                       | 8                       | 1                       | 1                       | 1                       | 1                       | 1                       | - УК: 661.000 - ШС: 4.400.000                     | - BPI: 2× платинумски - ARIA: платинумски - GLF: златни - IFPI ДАН: платинумски - MC: златни - NVPI: платинумски - RMNZ: платинумски                                                                |

### Ремикс албуми
| Наслов албума            | Детаљи албума                                                                                         |
| ------------------------ | --- |
| The Lost Tapes – Remixed | - Датум објављивања: 15. мај 2015. година - Издавачка кућа: Космо - Формат(и): CD, дигитални даунлоуд |

## ЕПови
| Наслов ЕПа | Детаљи ЕПа | Позиције на топ-листама |
| Наслов ЕПа | Детаљи ЕПа | САД                     |
| ---------- | --- | ----------------------- |
| Nirvana    | - Датум објављивања: 4. октобар 2013. година (УК) - Издавачка кућа: Капитол - Формат(и): 12", дигитални даунлоуд | 126                     |

## Синглови

### Као главни извођач
| "Bad Day All Week"                                                                                           | 2008 | —  | —  | —  | —  | —  | —  | —  | —  | —  | —  | | Није сингл са албума                          |
| "When It's Alright"                                                                                          | 2009 | —  | —  | —  | —  | —  | —  | —  | —  | —  | —  | | Није сингл са албума                          |
| "Lay Me Down"                                                                                                | 2013 | 46 | —  | —  | —  | —  | —  | —  | —  | —  | —  | | Nirvana                                       |
| "Money on My Mind"                                                                                           | 2014 | 1  | 51 | —  | 18 | 11 | 4  | 32 | 12 | 18 | —  | - BPI: платинумски - BVMI: златни - GLF: 2× платинумски - IFPI ДАН: 2× платинумски - NVPI: 2× платинумски - RIAA: златни                                                                                  | In the Lonely Hour                            |
| "Stay with Me"                                                                                               | 2014 | 1  | 5  | 1  | 3  | 11 | 1  | 2  | 1  | 4  | 2  | - BPI: 3× платинумски - ARIA: 4× платинумски - BVMI: 3× златни - GLF: 8× платинумски - IFPI ДАН: 3× платинумски - MC: 4× платинумски - NVPI: 3× платинумски - RIAA: 8× платинумски - RMNZ: 3× платинумски | In the Lonely Hour                            |
| "I'm Not the Only One"                                                                                       | 2014 | 3  | 11 | 2  | 5  | 39 | 6  | 3  | 3  | 13 | 5  | - BPI: 2× платинумски - ARIA: 2× платинумски - BVMI: златни - GLF: 3× платинумски - IFPI ДАН: 2× платинумски - MC: 2× платинумски - NVPI: златни - RIAA: 5× платинумски - RMNZ: 2× платинумски            | In the Lonely Hour                            |
| "Like I Can"                                                                                                 | 2014 | 9  | 20 | 53 | 12 | 45 | 11 | 8  | 19 | 25 | 99 | - BPI: платинумски - ARIA: платинумски - GLF: платинумски - IFPI ДАН: платинумски - RIAA: платинумски - RMNZ: златни                                                                                      | In the Lonely Hour                            |
| "Have Yourself a Merry Little Christmas"                                                                     | 2014 | 65 | 63 | 66 | 34 | 62 | 60 | 33 | —  | 38 | 90 | | Није сингл са албума                          |
| "#Реиздање из 2015. године\|Lay Me Down" (реиздање из 2015. године)                                          | 2015 | 15 | 3  | 10 | —  | —  | 14 | 52 | 2  | 68 | 8  | - BPI: платинумски - ARIA: 2× платинумски - GLF: платинумски - IFPI ДАН: златни - RMNZ: платинумски - RIAA: 4× платинумски                                                                                | In the Lonely Hour                            |
| "Lay Me Down" (Red Nose Day-ево реиздање у дуету са Џоном Леџендом)                                          | 2015 | 1  | —  | —  | —  | —  | 4  | —  | —  | —  | —  | - BPI: златни | In the Lonely Hour (Drowning Shadows Edition) |
| "Writing's on the Wall"                                                                                      | 2015 | 1  | 43 | 43 | —  | 17 | 9  | 32 | —  | 63 | 71 | - BPI: платинумски - RIAA: златни | Није сингл са албума                          |
| "Too Good at Goodbyes"                                                                                       | 2017 | 1  | 1  | 2  | 2  | 18 | 2  | 3  | 1  | 2  | 4  | - BPI: платинумски - ARIA: 4× платинумски - GLF: 4× платинумски - IFPI ДАН: платинумски - MC: 3× платинумски - RIAA: 4× платинумски - RMNZ: платинумски                                                   | The Thrill of It All                          |
| "One Last Song"                                                                                              | 2017 | 27 | 94 | 66 | ―  | ―  | 36 | 89 | ―  | 46 | ―  | - BPI: сребрни - ARIA: златни | The Thrill of It All                          |
| "Pray" (соло или у дуету са Лоџиком)                                                                         | 2018 | 26 | 41 | 44 | 38 | —  | 29 | 47 | 32 | 42 | 55 | - BPI: сребрни - ARIA: златни - GLF: златни - MC: златни - RIAA: златни | The Thrill of It All                          |
| "Baby, You Make Me Crazy"                                                                                    | 2018 | —  | —  | —  | —  | —  | 87 | —  | —  | 95 | —  | | The Thrill of It All                          |
| "Promises" (са Келвином Харисом)                                                                             | 2018 | 1  | 4  | 15 | 4  | 2  | 1  | 3  | 7  | 3  | 65 | - BPI: платинумски - ARIA: платинумски - IFPI ДАН: златни - MC: златни - RMNZ: златни | Није сингл са албума                          |
| "—" озачава издање које или није дебитовало на тој топ-листи или није дебитовало у/на тој држави/територији. |      |    |    |    |    |    |    |    |    |    |    | |                                               |

### Као гостујући извођач
| "Latch" (Дисклошур у дуету са Семом Смитом)                                                                  | 2012 | 11 | 47 | 6  | 13 | —  | 35 | 60 | 39 | 30 | 7  | - BPI: платинумски - ARIA: платинумски - GLF: 2× платинумски - IFPI ДАН: платинумски - MC: 2× платинумски - RIAA: 3× платинумски - RMNZ: златни                         | Settle               |
| "La La La" (Naughty Boy у дуету са Семом Смитом)                                                             | 2013 | 1  | 5  | 43 | 2  | 2  | 3  | 4  | 5  | 13 | 19 | - BPI: 2× платинумски - ARIA: 2× платинумски - BVMI: 3× златни - GLF: 3× платинумски - IFPI ДАН: 4× платинумски - MC: златни - RIAA: 2× платинумски - RMNZ: платинумски | Hotel Cabana         |
| "When It's Alright" (Џун у дуету са Семом Смитом)                                                            | 2014 | —  | —  | —  | —  | 74 | —  | —  | —  | —  | —  | | Није сингл са албума |
| "God Only Knows" (као део екипе BBC Music and Friends)                                                       | 2014 | 20 | —  | —  | —  | —  | 77 | —  | —  | —  | —  | | Није сингл са албума |
| "Do They Know It's Christmas?" (као део екипе Band Aid 30)                                                   | 2014 | 1  | 3  | 8  | 35 | 2  | 1  | 4  | 2  | —  | 63 | - BPI: златни | Није сингл са албума |
| "Moments" (Фреди Верано у дуету са Семом Смитом)                                                             | 2015 | —  | —  | —  | —  | —  | —  | —  | —  | —  | —  | | Није сингл са албума |
| "Omen" (Дисклошур у дуету са Семом Смитом)                                                                   | 2015 | 13 | 29 | 43 | 27 | 74 | 29 | 27 | 8  | 56 | 64 | - BPI: златни - IFPI ДАН: златни - RMNZ: платинумски - RIAA: златни | Caracal              |
| "Party Of One" (Бренди Карлил у дуету са Семом Смитом)                                                       | 2018 | —  | —  | —  | —  | —  | —  | —  | —  | —  | —  | | Није сингл са албума |
| "—" озачава издање које или није дебитовало на тој топ-листи или није дебитовало у/на тој држави/територији. |      |    |    |    |    |    |    |    |    |    |    | |                      |

### Промоциони синглови
| Наслов сингла | Година издања | Позиције на топ-листама | Позиције на топ-листама | Позиције на топ-листама | Позиције на топ-листама | Позиције на топ-листама | Позиције на топ-листама | Позиције на топ-листама | Позиције на топ-листама | Сертификат(и) | Албум                |
| Наслов сингла | Година издања | УК                      | АУС                     | КАН                     | ИРС                     | ХОЛ                     | НЗЛ Heat.               | ШВЕ                     | САД Bub.                | Сертификат(и) | Албум                |
| ------------- | ------------- | ----------------------- | ----------------------- | ----------------------- | ----------------------- | ----------------------- | ----------------------- | ----------------------- | ----------------------- | ------------- | -------------------- |
| "Burning"     | 2017          | 63                      | 75                      | 63                      | 56                      | 81                      | 3                       | 27                      | 7                       | - GLF: златни | The Thrill of It All |

## Остале позициониране песме
| "Safe with Me"                                                                                               | 2013 | 86  | —  | —  | —   | —  | —  | —   | — | —  | —  |                                                       | Nirvana                                       |
| "Nirvana" | 2013 | 82  | —  | —  | —   | —  | —  | —   | — | —  | —  | - RIAA: златни                                        | Nirvana                                       |
| "Latch" (акустична верзија)                                                                                  | 2013 | 192 | —  | —  | —   | —  | —  | 86  | — | —  | —  | - BPI: сребрни - IFPI ДАН: златни - RIAA: платинумски | Nirvana                                       |
| "Together" (са Дисклошуром, Нилом Роџерсом и Џимијем Нејпсом)                                                | 2013 | 135 | —  | 78 | —   | —  | —  | —   | — | —  | —  |                                                       | Settle: The Remixes                           |
| "Leave Your Lover"                                                                                           | 2014 | 109 | —  | —  | 57  | —  | —  | —   | — | —  | 92 | - RIAA: златни                                        | In the Lonely Hour                            |
| "Make It to Me"                                                                                              | 2014 | 193 | —  | —  | —   | —  | —  | —   | — | —  | —  | - RIAA: златни                                        | In the Lonely Hour                            |
| "Not in That"                                                                                                | 2014 | —   | —  | —  | —   | —  | —  | —   | — | —  | —  | - RIAA: златни                                        | In the Lonely Hour                            |
| "Restart" | 2015 | —   | —  | —  | —   | —  | 93 | —   | — | —  | —  |                                                       | In the Lonely Hour                            |
| "Drowning Shadows"                                                                                           | 2015 | 108 | 55 | 28 | —   | —  | —  | —   | — | —  | —  |                                                       | In the Lonely Hour (Drowning Shadows Edition) |
| "How Will I Know"                                                                                            | 2016 | 116 | —  | —  | —   | —  | —  | —   | — | —  | —  |                                                       | In the Lonely Hour (Drowning Shadows Edition) |
| "Say It First"                                                                                               | 2017 | —   | —  | —  | 88  | 63 | —  | 100 | 3 | 66 | —  |                                                       | The Thrill of It All                          |
| "No Peace" (у дуету са Јебом)                                                                                | 2017 | —   | —  | —  | 100 | 77 | —  | —   | — | 83 | —  |                                                       | The Thrill of It All                          |
| "Him" | 2017 | —   | —  | —  | —   | 73 | —  | —   | — | 84 | —  |                                                       | The Thrill of It All                          |
| "Midnight Train"                                                                                             | 2017 | —   | —  | —  | —   | 75 | —  | —   | — | 88 | —  |                                                       | The Thrill of It All                          |
| "Nothing Left for You"                                                                                       | 2017 | —   | —  | —  | —   | 97 | —  | —   | — | —  | —  |                                                       | The Thrill of It All                          |
| "Scars" | 2017 | —   | —  | —  | —   | —  | —  | —   | — | —  | —  |                                                       | The Thrill of It All                          |
| "Palace" | 2017 | —   | —  | —  | —   | —  | 61 | —   | — | —  | —  |                                                       | The Thrill of It All                          |
| "The Thrill of It All"                                                                                       | 2017 | —   | —  | —  | —   | —  | —  | —   | — | —  | —  |                                                       | The Thrill of It All                          |
| "One Day at a Time"                                                                                          | 2017 | —   | —  | —  | —   | —  | —  | —   | — | —  | —  |                                                       | The Thrill of It All                          |
| "River" (снимана у РАК студију у Лондону)                                                                    | 2017 | —   | —  | —  | —   | —  | —  | —   | — | —  | —  |                                                       | Spotify Singles – Holiday                     |
| "—" озачава издање које или није дебитовало на тој топ-листи или није дебитовало у/на тој држави/територији. | 2017 |     |    |    |     |    |    |     |   |    |    |                                                       |                                               |

## Остала појављивања
| Наслов песме | Година издања | Албум                                                       |
| ------------ | ------------- | ----------------------------------------------------------- |
| "Daniel"     | 2018          | Revamp: Reimagining the Songs of Elton John & Bernie Taupin |

## Као текстописац
| Наслов песме     | Година издања | Извођач       | Албум                                               |
| ---------------- | ------------- | ------------- | --------------------------------------------------- |
| "Therapy"        | 2014          | Мери Џеј Бриџ | The London Sessions                                 |
| "Not Loving You" | 2014          | Мери Џеј Бриџ | The London Sessions                                 |
| "Right Now"      | 2014          | Мери Џеј Бриџ | The London Sessions                                 |
| "Nobody But You" | 2014          | Мери Џеј Бриџ | The London Sessions                                 |
| "Flashlight"     | 2015          | Џеси Џеј      | Pitch Perfect 2: Original Motion Picture Soundtrack |

## Видеографија
| Наслов видео-спота                                                | Година издања      | Продуцент(и)       |           |
| Као главни извођач                                                | Као главни извођач | Као главни извођач |           |
| ----------------------------------------------------------------- | ------------------ | ------------------ | --------- |
| "Money on My Mind"                                                | 2014               | Џејми Травес       |           |
| "Stay With Me"                                                    | 2014               | Џејми Травес       |           |
| "Leave Your Lover"                                                | 2014               | Лук Монаган        |           |
| "Stay With Me" (Уживо) (у дуету са Мери Џеј Блиџ)                 | 2014               | Дени Локвуд        |           |
| "I'm Not the Only One"                                            | 2014               | Лук Монаган        |           |
| "Restart"                                                         | 2014               | Мајкл Холик        |           |
| "Have Yourself A Merry Little Christmas"                          | 2014               | Натали Џонс        |           |
| "Like I Can"                                                      | 2014               | Софи Милер         |           |
| "Lay Me Down" (реиздање из 2015. године)                          | 2015               | Рајан Хоуп         |           |
| "Lay Me Down" (реиздање Red Nose Day-а у дуету са Џоном Леџендом) | 2015               | Дикопанг О’Лири    |           |
| "Writing's on the Wall"                                           | 2015               | Лук Монаган        |           |
| "Too Good at Goodbyes"                                            | 2017               | Лук Монаган        |           |
| "One Last Song"                                                   | 2017               | Нема               |           |
| "Pray"                                                            | 2018               | Нема               | Непознато |
| Као гостујући извођач                                             |                    |                    | Непознато |
| "Latch" (Дисклошур у дуету са Семом Смитом)                       | 2012               | Булион Колектив    |           |
| "La La La" (Naughty Boy у дуету са Семом Смитом)                  | 2013               | Јан Понс Џевел     |           |
| "God Only Knows" (као део екипе BBC Music and Friends)            | 2014               | Франсоа Руселе     |           |
| "Do They Know It's Christmas?" (као део екипе Band Aid 30)        | 2014               | Енди Морахан       |           |
| "Omen" (Дисклошур у дуету са Семом Смитом)                        | 2015               | Рајан Хоуп         |           |